# Carroll Shelby
Carroll Hall Shelby, ameriški dirkač Formule 1, * 11. januar 1923, Leesburg, Teksas, ZDA, † 10. maj 2012, Dallas, Teksas.
Carroll Shelby je debitiral na dirkah Svetovnega prvenstva Formule 1 v sezoni 1958, ko je na predzadnji dirki sezone za Veliko nagrado Italije sicer dosegel četrto mesto, kar bi bila njegova edina uvrstitev med dobitnike točk, a ni dobil točk za dirkanje skupaj s Mastenom Gregoryjem. V sezoni 1959 je nastopil na štirih dirkah in kot najboljšo uvrstitev sezone dosegel osmo mesto na dirki za Veliko nagrado Portugalske. Leta 1959 je zmagal tudi na dirki 24 ur Le Mansa, kasneje pa ni več dirkal v Formuli 1.

## Popolni rezultati Formule 1
(legenda) (odebeljene dirke pomenijo najboljši štartni položaj, poševne pa najhitrejši krog, †-uvrščen kljub odstopu)
| Leto | Moštvo                  | Šasija                | Motor                   | 1   | 2   | 3       | 4   | 5      | 6       | 7     | 8      | 9     | 10    | 11  | Prv | Toč |
| ---- | ----------------------- | --------------------- | ----------------------- | --- | --- | ------- | --- | ------ | ------- | ----- | ------ | ----- | ----- | --- | --- | --- |
| 1958 | Scuderia Centro Sud     | Maserati 250F         | Maserati Straight-6     | ARG | MON | NIZ     | 500 | BEL    | FRA Ret | VB 9  | NEM    |       | ITA 4 | MAR | -   | 0   |
| 1958 | Temple Buell            | Maserati 250F         | Maserati Straight-6     |     |     |         |     |        |         |       |        | POR 9 |       |     | -   | 0   |
| 1959 | David Brown Corporation | Aston Martin DBR4/250 | Aston Martin Straight-6 | MON | 500 | NIZ Ret | FRA | VB Ret | NEM     | POR 8 | ITA 10 | ZDA   |       |     | -   | 0   |